# Первый дивизион чемпионата мира по хоккею с шайбой среди юниорских команд 2011 (женщины)
Чемпионат мира по хоккею с шайбой среди женских юниорских команд 2011 года в I-м дивизионе — спортивное соревнование по хоккею с шайбой под эгидой ИИХФ, проходившее с 28 марта по 3 апреля 2011 года в Дмитрове, Россия. Команда, занявшая первое место, получила право играть в ТОП-дивизионе чемпионата мира 2012 года.

## Участвующие команды
В чемпионате принимали участие 6 национальных команд — пять из Европы и одна из Азии. Сборная России пришла из ТОП-дивизиона, остальные — с прошлого турнира первого дивизиона.
| Сборная   | Квалификация                                                            |
| --------- | ----------------------------------------------------------------------- |
| Россия    | Хозяева, заняла 8-е место в ТОП-дивизионе и вылетела оттуда в 2010 году |
| Франция   | Заняла 2-е место в первом дивизионе в прошлом году                      |
| Словакия  | Заняла 3-е место в первом дивизионе в прошлом году                      |
| Австрия   | Заняла 4-е место в первом дивизионе в прошлом году                      |
| Норвегия  | Заняла 5-е место в первом дивизионе в прошлом году                      |
| Казахстан | Заняла 6-е место в первом дивизионе в прошлом году                      |

## Турнир
|  | Команда, выходящая в ТОП-дивизион чемпионата мира 2012 года |

### Таблица
| М | Сборная   | И | В | ВО | ПО | П | ШЗ | ШП | РШ  | О  |
| - | --------- | - | - | -- | -- | - | -- | -- | --- | -- |
| 1 | Россия    | 5 | 5 | 0  | 0  | 0 | 44 | 2  | +42 | 15 |
| 2 | Словакия  | 5 | 4 | 0  | 0  | 1 | 19 | 11 | +8  | 12 |
| 3 | Австрия   | 5 | 3 | 0  | 0  | 2 | 19 | 14 | +5  | 9  |
| 4 | Норвегия  | 5 | 2 | 0  | 0  | 3 | 16 | 11 | +5  | 6  |
| 5 | Франция   | 5 | 1 | 0  | 0  | 4 | 5  | 25 | −20 | 3  |
| 6 | Казахстан | 5 | 0 | 0  | 0  | 5 | 8  | 48 | −40 | 0  |

### Результаты
Время местное (UTC+4).
| 28 марта 2011 12:00 | Норвегия | 0 : 1 (0:1, 0:0, 0:0) | Словакия | СК «Дмитров», Дмитров Зрителей: 150 |

| Отчёт  | Отчёт | Отчёт  | Отчёт | Отчёт             |
| ------ | ----- | ------ | ----- | ----------------- |
|        |       |        |       |                   |
|        |       |        |       | Судья: Диана Мишо |
|        |       |        |       |                   |
|        |       |        |       |                   |
|        |       |        |       |                   |
|        |       |        |       |                   |
|        |       |        |       |                   |
| 14 мин | Штраф | 10 мин |       |                   |
|        |       |        |       |                   |
|        | 15    | Броски | 22    |                   |

| 28 марта 2011 15:30 | Австрия | 5 : 0 (2:0, 1:0, 2:0) | Франция | СК «Дмитров», Дмитров Зрителей: 100 |

| Отчёт | Отчёт | Отчёт  | Отчёт | Отчёт                |
| ----- | ----- | ------ | ----- | -------------------- |
|       |       |        |       |                      |
|       |       |        |       | Судья: Кайса Кетонен |
|       |       |        |       |                      |
|       |       |        |       |                      |
|       |       |        |       |                      |
|       |       |        |       |                      |
|       |       |        |       |                      |
| 4 мин | Штраф | 8 мин  |       |                      |
|       |       |        |       |                      |
|       | 44    | Броски | 13    |                      |

| 28 марта 2011 19:00 | Казахстан | 0 : 19 (0:5, 0:8, 0:6) | Россия | СК «Дмитров», Дмитров Зрителей: 2000 |

| Отчёт  | Отчёт                                                                                 | Отчёт | Отчёт                                                       | Отчёт                  |
| ------ | ------------------------------------------------------------------------------------- | --- | ----------------------------------------------------------- | ---------------------- |
|        |                                                                                       | |                                                             |                        |
|        | Анастасия Огай — 00:00-60:00                                                          | Вратари | 00:00-29:59 — Анна Пругова 29:59-60:00 — Маргарита Монахова | Судья: Катя Бандлофски |
|        | Голы:                                                                                 | |                                                             | Судья: Катя Бандлофски |
|        | 0:1 0:2 0:3 0:4 0:5 0:6 0:7 0:8 0:9 0:10 0:11 0:12 0:13 0:14 0:15 0:16 0:17 0:18 0:19 | 08:53 — Валерия Павлова (Д. Булатова, Т. Шибанова) 10:22 — Евгения Дюпина (бол.) (Е. Дергачёва) 13:02 — Валерия Павлова (бол.) (Д. Булатова) 14:40 — Людмила Белякова (мен.) (Е. Дергачёва) 17:19 — Екатерина Скородумова (К. Байбакова, Л. Кароян) 20:14 — Евгения Дюпина (М. Букшеванная, Л. Белякова) 20:54 — Елена Дергачёва (Е. Дюпина, Л. Белякова) 21:51 — Анна Шибанова 22:21 — Диана Булатова (Е. Шутова, В. Павлова) 24:59 — Людмила Белякова (Е. Дергачёва, Е. Дюпина) 32:39 — Екатерина Николаева (Е. Дергачёва, М. Букшеванная) 34:43 — Анастасия Мишланова 39:30 — Ангелина Гончаренко (бол.) (Е. Дергачёва, Е. Дюпина) 41:58 — Валерия Павлова (Д. Булатова) 44:24 — Анастасия Мишланова (Р. Исанбаева, М. Букшеванная) 45:25 — Евгения Дюпина (Л. Белякова) 53:05 — Рината Исанбаева (А. Мишланова) 53:36 — Евгения Дюпина (Е. Дергачёва, Л. Белякова) 56:47 — Анна Шибанова (Л. Кароян, К. Байбакова) |                                                             | Судья: Катя Бандлофски |
|        |                                                                                       | |                                                             | Судья: Катя Бандлофски |
|        |                                                                                       | |                                                             | Судья: Катя Бандлофски |
|        |                                                                                       | |                                                             | Судья: Катя Бандлофски |
| 14 мин | Штраф                                                                                 | 12 мин |                                                             | Судья: Катя Бандлофски |
|        |                                                                                       | |                                                             |                        |
|        | 12                                                                                    | Броски | 63                                                          |                        |

| 29 марта 2011 12:00 | Франция | 0 : 5 (0:3, 0:2, 0:0) | Норвегия | СК «Дмитров», Дмитров Зрителей: 100 |

| Отчёт | Отчёт | Отчёт  | Отчёт | Отчёт                |
| ----- | ----- | ------ | ----- | -------------------- |
|       |       |        |       |                      |
|       |       |        |       | Судья: Кайса Кетонен |
|       |       |        |       |                      |
|       |       |        |       |                      |
|       |       |        |       |                      |
|       |       |        |       |                      |
|       |       |        |       |                      |
| 2 мин | Штраф | 12 мин |       |                      |
|       |       |        |       |                      |
|       | 10    | Броски | 44    |                      |

| 29 марта 2011 15:30 | Словакия | 11 : 3 (5:2, 3:0, 3:1) | Казахстан | СК «Дмитров», Дмитров Зрителей: 100 |

| Отчёт  | Отчёт | Отчёт  | Отчёт | Отчёт              |
| ------ | ----- | ------ | ----- | ------------------ |
|        |       |        |       |                    |
|        |       |        |       | Судья: Сеси Моррис |
|        |       |        |       |                    |
|        |       |        |       |                    |
|        |       |        |       |                    |
|        |       |        |       |                    |
|        |       |        |       |                    |
| 16 мин | Штраф | 18 мин |       |                    |
|        |       |        |       |                    |
|        | 34    | Броски | 16    |                    |

| 29 марта 2011 19:00 | Россия | 6 : 1 (1:1, 2:0, 3:0) | Австрия | СК «Дмитров», Дмитров Зрителей: 1000 |

| Отчёт | Отчёт                                                                                  | Отчёт                                                 | Отчёт                        | Отчёт             |
| --- | -------------------------------------------------------------------------------------- | ----------------------------------------------------- | ---------------------------- | ----------------- |
| |                                                                                        |                                                       |                              |                   |
| | Анна Пругова — 00:00-37:41 Маргарита Монахова — 37:41-37:50 Анна Пругова — 37:50-69:00 | Вратари                                               | 00:00-60:00 — Паула Марчхарт | Судья: Диана Мишо |
| | Голы:                                                                                  |                                                       |                              | Судья: Диана Мишо |
| Людмила Белякова — 01:05 (Е. Дюпина, Е. Дергачёва) Валерия Павлова — 36:27 (Д. Булатова) Людмила Белякова — 37:50 (Е. Дергачёва, М. Букшеванная) Диана Булатова (мен.) — 50:46 (В. Павлова) Валерия Павлова — 54:05 (Е. Дюпина) Людмила Белякова (бол.) — 55:18 (Е. Скородумова, Е. Дергачёва) | 1:0 1:1 2:1 3:1 4:1 5:1 6:1                                                            | 07:19 — Виктория Хуммель (А. Майкснер, Ю. Кайнбергер) |                              | Судья: Диана Мишо |
| |                                                                                        |                                                       |                              | Судья: Диана Мишо |
| |                                                                                        |                                                       |                              | Судья: Диана Мишо |
| |                                                                                        |                                                       |                              | Судья: Диана Мишо |
| 14 мин | Штраф                                                                                  | 12 мин                                                |                              | Судья: Диана Мишо |
| |                                                                                        |                                                       |                              |                   |
| | 48                                                                                     | Броски                                                | 19                           |                   |

| 31 марта 2011 12:00 | Казахстан | 0 : 7 (0:1, 0:3, 0:3) | Австрия | СК «Дмитров», Дмитров Зрителей: 100 |

| Отчёт  | Отчёт | Отчёт  | Отчёт | Отчёт             |
| ------ | ----- | ------ | ----- | ----------------- |
|        |       |        |       |                   |
|        |       |        |       | Судья: Диана Мишо |
|        |       |        |       |                   |
|        |       |        |       |                   |
|        |       |        |       |                   |
|        |       |        |       |                   |
|        |       |        |       |                   |
| 14 мин | Штраф | 10 мин |       |                   |
|        |       |        |       |                   |
|        | 7     | Броски | 54    |                   |

| 31 марта 2011 15:30 | Франция | 1 : 2 (1:1, 0:1, 0:0) | Словакия | СК «Дмитров», Дмитров Зрителей: 56 |

| Отчёт  | Отчёт | Отчёт  | Отчёт | Отчёт                  |
| ------ | ----- | ------ | ----- | ---------------------- |
|        |       |        |       |                        |
|        |       |        |       | Судья: Катя Бандлофски |
|        |       |        |       |                        |
|        |       |        |       |                        |
|        |       |        |       |                        |
|        |       |        |       |                        |
|        |       |        |       |                        |
| 20 мин | Штраф | 8 мин  |       |                        |
|        |       |        |       |                        |
|        | 16    | Броски | 60    |                        |

| 31 марта 2011 19:00 | Россия | 4 : 1 (2:0, 0:1, 2:0) | Норвегия | СК «Дмитров», Дмитров Зрителей: 1100 |

| Отчёт | Отчёт                      | Отчёт                                               | Отчёт                       | Отчёт              |
| --- | -------------------------- | --------------------------------------------------- | --------------------------- | ------------------ |
| |                            |                                                     |                             |                    |
| | Анна Пругова — 00:00-60:00 | Вратари                                             | 00:00-60:00 — Тойни Нильсен | Судья: Сеси Моррис |
| | Голы:                      |                                                     |                             | Судья: Сеси Моррис |
| Людмила Белякова (мен.) — 08:11 Анастасия Мишланова — 16:59 (Е. Скородумова, К. Байбакова) Елена Дергачёва (бол.) — 40:53 (Л. Белякова, Е. Дюпина) Людмила Белякова (бол.) — 42:44 (Е. Дюпина, К. Байбакова) | 1:0 2:0 2:1 3:1 4:1        | 38:53 — Мартина Хенриксен (И. Морсет, Т.В. Нильсен) |                             | Судья: Сеси Моррис |
| |                            |                                                     |                             | Судья: Сеси Моррис |
| |                            |                                                     |                             | Судья: Сеси Моррис |
| |                            |                                                     |                             | Судья: Сеси Моррис |
| 20 мин | Штраф                      | 28 мин                                              |                             | Судья: Сеси Моррис |
| |                            |                                                     |                             |                    |
| | 34                         | Броски                                              | 14                          |                    |

| 1 апреля 2011 12:00 | Франция | 4 : 3 (1:1, 1:1, 2:1) | Казахстан | СК «Дмитров», Дмитров Зрителей: 60 |

| Отчёт  | Отчёт | Отчёт  | Отчёт | Отчёт              |
| ------ | ----- | ------ | ----- | ------------------ |
|        |       |        |       |                    |
|        |       |        |       | Судья: Сеси Моррис |
|        |       |        |       |                    |
|        |       |        |       |                    |
|        |       |        |       |                    |
|        |       |        |       |                    |
|        |       |        |       |                    |
| 16 мин | Штраф | 28 мин |       |                    |
|        |       |        |       |                    |
|        | 34    | Броски | 35    |                    |

| 1 апреля 2011 15:30 | Австрия | 4 : 3 (1:0, 1:1, 2:2) | Норвегия | СК «Дмитров», Дмитров Зрителей: 70 |

| Отчёт  | Отчёт | Отчёт  | Отчёт | Отчёт                  |
| ------ | ----- | ------ | ----- | ---------------------- |
|        |       |        |       |                        |
|        |       |        |       | Судья: Катя Бандлофски |
|        |       |        |       |                        |
|        |       |        |       |                        |
|        |       |        |       |                        |
|        |       |        |       |                        |
|        |       |        |       |                        |
| 16 мин | Штраф | 26 мин |       |                        |
|        |       |        |       |                        |
|        | 27    | Броски | 36    |                        |

| 1 апреля 2011 19:00 | Словакия | 0 : 5 (0:2, 0:3, 0:0) | Россия | СК «Дмитров», Дмитров Зрителей: 1500 |

| Отчёт | Отчёт                          | Отчёт | Отчёт                                                       | Отчёт                |
| ----- | ------------------------------ | --- | ----------------------------------------------------------- | -------------------- |
|       |                                | |                                                             |                      |
|       | Романа Киапешова — 00:00-60:00 | Вратари | 00:00-40:00 — Анна Пругова 40:00-60:00 — Маргарита Монахова | Судья: Кайса Кетонен |
|       | Голы:                          | |                                                             | Судья: Кайса Кетонен |
|       | 0:1 0:2 0:3 0:4 0:5            | 03:26 — Людмила Белякова (бол.) (М. Букшеванная, Е. Дергачёва) 13:15 — Валерия Павлова 27:45 — Евгения Дюпина (мен.) 33:24 — Ксения Байбакова (Е. Скородумова) 38:41 — Анастасия Мишланова (Е. Шутова, В. Павлова) |                                                             | Судья: Кайса Кетонен |
|       |                                | |                                                             | Судья: Кайса Кетонен |
|       |                                | |                                                             | Судья: Кайса Кетонен |
|       |                                | |                                                             | Судья: Кайса Кетонен |
| 6 мин | Штраф                          | 18 мин |                                                             | Судья: Кайса Кетонен |
|       |                                | |                                                             |                      |
|       | 15                             | Броски | 31                                                          |                      |

| 3 апреля 2011 12:00 | Норвегия | 7 : 2 (3:0, 3:1, 1:1) | Казахстан | СК «Дмитров», Дмитров Зрителей: 65 |

| Отчёт | Отчёт | Отчёт  | Отчёт | Отчёт                  |
| ----- | ----- | ------ | ----- | ---------------------- |
|       |       |        |       |                        |
|       |       |        |       | Судья: Катя Бандлофски |
|       |       |        |       |                        |
|       |       |        |       |                        |
|       |       |        |       |                        |
|       |       |        |       |                        |
|       |       |        |       |                        |
| 8 мин | Штраф | 10 мин |       |                        |
|       |       |        |       |                        |
|       | 52    | Броски | 15    |                        |

| 3 апреля 2011 15:30 | Словакия | 5 : 2 (2:0, 1:0, 2:2) | Австрия | СК «Дмитров», Дмитров Зрителей: 75 |

| Отчёт  | Отчёт | Отчёт  | Отчёт | Отчёт              |
| ------ | ----- | ------ | ----- | ------------------ |
|        |       |        |       |                    |
|        |       |        |       | Судья: Сеси Моррис |
|        |       |        |       |                    |
|        |       |        |       |                    |
|        |       |        |       |                    |
|        |       |        |       |                    |
|        |       |        |       |                    |
| 10 мин | Штраф | 16 мин |       |                    |
|        |       |        |       |                    |
|        | 36    | Броски | 30    |                    |

| 3 апреля 2011 19:00 | Россия | 10 : 0 (4:0, 3:0, 3:0) | Франция | СК «Дмитров», Дмитров Зрителей: 1850 |

| Отчёт | Отчёт                                                       | Отчёт   | Отчёт                       | Отчёт             |
| --- | ----------------------------------------------------------- | ------- | --------------------------- | ----------------- |
| |                                                             |         |                             |                   |
| | Анна Пругова — 00:00-20:00 Маргарита Монахова — 20:00-60:00 | Вратари | 00:00-60:00 — Матильда Бопп | Судья: Диана Мишо |
| | Голы:                                                       |         |                             | Судья: Диана Мишо |
| Диана Булатова — 02:18 (В. Павлова, Т. Шибанова) Лилит Кароян (бол.) — 09:56 (А. Шибанова, Е. Скородумова) Людмила Белякова — 15:02 (А. Гончаренко, Е. Дюпина) Лилит Кароян (бол.) — 19:59 (К. Байбакова, Е. Скородумова) Евгения Дюпина (бол.) — 20:54 (Е. Дергачёва, М. Букшеванная) Людмила Белякова — 32:50 (А. Гончаренко, Е. Дюпина) Валерия Павлова — 34:25 (Д. Булатова) Анастасия Мишланова (бол.) — 42:47 (В. Павлова) Людмила Белякова — 43:14 Лилит Кароян — 52:43 (К. Байбакова) | 1:0 2:0 3:0 4:0 5:0 6:0 7:0 8:0 9:0 10:0                    |         |                             | Судья: Диана Мишо |
| |                                                             |         |                             | Судья: Диана Мишо |
| |                                                             |         |                             | Судья: Диана Мишо |
| |                                                             |         |                             | Судья: Диана Мишо |
| 8 мин | Штраф                                                       | 12 мин  |                             | Судья: Диана Мишо |
| |                                                             |         |                             |                   |
| | 61                                                          | Броски  | 5                           |                   |

### Лучшие бомбардиры
| Игрок             | И | Г  | П  | О  | Штр | +/− |
| ----------------- | - | -- | -- | -- | --- | --- |
| Людмила Белякова  | 5 | 11 | 5  | 16 | 4   | +13 |
| Евгения Дюпина    | 5 | 6  | 9  | 15 | 4   | +11 |
| Елена Дергачёва   | 5 | 2  | 11 | 13 | 8   | +14 |
| Виктория Хуммель  | 5 | 8  | 4  | 12 | 8   | +6  |
| Валерия Павлова   | 5 | 7  | 5  | 12 | 2   | +10 |
| Анна Майкснер     | 5 | 4  | 8  | 12 | 4   | +8  |
| Мартина Хенриксен | 5 | 6  | 4  | 10 | 4   | +7  |
| Мадлен Хансен     | 5 | 1  | 9  | 10 | 8   | +6  |
| Виктория Игнатова | 5 | 7  | 2  | 9  | 2   | +4  |
| Диана Булатова    | 5 | 3  | 5  | 8  | 2   | +10 |

Примечание: И = Количество проведённых игр; Г = Голы; П = Голевые передачи; О = Очки; Штр = Штрафное время; +/− = Плюс-минус
По данным: IIHF.com Архивная копия от 14 сентября 2012 на Wayback Machine

### Лучшие вратари
В списке вратари, сыгравшие не менее 40 % от всего игрового времени их сборной.
| Игроки           | Мин    | Бр  | ПШ | КН   | %ОБ   | И"0" |
| ---------------- | ------ | --- | -- | ---- | ----- | ---- |
| Анна Пругова     | 209:50 | 52  | 2  | 0.57 | 96.15 | 0    |
| Паула Марчхарт   | 220:00 | 124 | 12 | 3.27 | 90.32 | 1    |
| Романа Киапешова | 300:00 | 108 | 11 | 2.20 | 89.81 | 1    |
| Тойни Нильсен    | 299:17 | 108 | 11 | 2.21 | 89.81 | 1    |
| Матильда Бопп    | 299:38 | 244 | 25 | 5.01 | 89.75 | 0    |

Примечание: Мин = Количество сыгранных минут; Бр = Броски; ПШ = Пропущено шайб; КН = Коэффициент надёжности; %ОБ = Процент отражённых бросков; И"0" = «Сухие игры»
По данным: IIHF.com Архивная копия от 15 сентября 2012 на Wayback Machine

### Индивидуальные награды
Лучшие игроки по амплуа:
- Вратарь:  Романа Киапешова
- Защитник:  Ангелина Гончаренко
- Нападающий:  Анна Майкснер

Лучшие игроки в каждой команде по версии тренеров:
- Анна Майкснер
- Мартина Хенриксен
- Наталья Карпеева
- Матильда Бопп
- Романа Киапешова
- Людмила Белякова